# 香芝市
香芝市（日语：／ Kashiba shi */?）是位于奈良縣西部的城市，轄區位於奈良盆地西側二上山東側的沖積平原；西側與大阪府接鄰，由於可透過近畿日本鐵道大阪線和西名阪自動車道進入大阪市市區，轄內開發了大量的住宅區，在西部有香芝旭丘新市鎮，東部有真美丘新市鎮。

## 人口
| 香芝市人口分布圖 |                                               |  |
| 香芝市與日本全國年齡別人口分布比較圖 （2005年資料） | 香芝市的年齡、男女別人口分布圖 （2005年資料） |  |
| ■紫色是香芝市 ■綠色是全国 | ■藍色是男性 ■紅色是女性                       |  |
| 香芝市人口變化 \| 1970年 \| 21,205人 \| \| \| 1975年 \| 26,583人 \| \| \| 1980年 \| 36,314人 \| \| \| 1985年 \| 43,485人 \| \| \| 1990年 \| 52,817人 \| \| \| 1995年 \| 56,739人 \| \| \| 2000年 \| 63,487人 \| \| \| 2005年 \| 70,998人 \| \| \| 2010年 \| 75,227人 \| \| \| 2015年 \| 77,561人 \| \| \| 2020年 \| 78,113人 \| \| |                                               |  |
| 資料來源：日本總務省統計中心提供之人口普查數據 |                                               |  |
| 1970年 | 21,205人                                      |  |
| 1975年 | 26,583人                                      |  |
| 1980年 | 36,314人                                      |  |
| 1985年 | 43,485人                                      |  |
| 1990年 | 52,817人                                      |  |
| 1995年 | 56,739人                                      |  |
| 2000年 | 63,487人                                      |  |
| 2005年 | 70,998人                                      |  |
| 2010年 | 75,227人                                      |  |
| 2015年 | 77,561人                                      |  |
| 2020年 | 78,113人                                      |  |

## 歷史
現在的香芝市轄區在令制國時代屬於大和國葛下郡，江戶時代大部分區域皆為郡山藩領地，僅南部有小部分區域屬於壬生藩和幕府領。
19世紀末明治維新後，這些區域曾先後隸屬奈良縣、郡山縣、壬生縣、堺縣、大阪府，最後在1887年才劃入重新恢復設立的奈良縣。
1889年日本實施町村制，現在的香芝市轄區在當時分屬五位堂村、二上村、下田村、志都美村四個行政區劃；1956年這四個行政區劃合併為香芝町，香芝的名稱則是源自於1949年四個村共同成立的香芝中學校。1988年人口成長突破升格為市的五萬門檻，因此在1991年升格為香芝市。
1980年代，轄內東部與廣陵町交界處開始開發真美丘新市鎮，1990年代西部區域也開始開發香芝旭丘新市鎮，帶動轄內人口的大幅成長，在2005年的日本國勢調查中，人口成長率曾達到全日本第三，雖然在2000年代新市鎮開發告一段落後，人口成長率開始減緩，但在2015年的日本國勢調查中，仍有3.1%的人口成長率。

### 變遷表
| 1889年4月1日 | 1889年 - 1912年 | 1912年 - 1944年 | 1945年 - 1954年 | 1955年 - 1989年           | 1989年 - 現在              | 現在                       |
| ------------ | --------------- | --------------- | --------------- | ------------------------- | -------------------------- | -------------------------- |
| 五位堂村     | 五位堂村        | 五位堂村        | 五位堂村        | 1956年4月1日 合併為香芝町 | 1991年10月1日 改制為香芝市 | 1991年10月1日 改制為香芝市 |
| 二上村       |                 |                 |                 | 1956年4月1日 合併為香芝町 | 1991年10月1日 改制為香芝市 | 1991年10月1日 改制為香芝市 |
| 下田村       |                 |                 |                 | 1956年4月1日 合併為香芝町 | 1991年10月1日 改制為香芝市 | 1991年10月1日 改制為香芝市 |
| 志都美村     |                 |                 |                 | 1956年4月1日 合併為香芝町 | 1991年10月1日 改制為香芝市 | 1991年10月1日 改制為香芝市 |

## 交通
近畿日本鐵道大阪線以東西線貫穿香芝市轄區，西日本旅客鐵道和歌山線以南北縣縱貫轄區東部，此外在南部山區旁也有南大阪線通過。
近鐵下田車站由於位於舊市區中，一般被視為香芝市的代表車站，但實際上由於市區外的香芝旭丘新市鎮和真美丘新市鎮居民的通勤需求，在新市鎮周邊的關屋車站、五位堂車站、二上車站的運量都比近鐵下田車站高。
快速道路則有西名阪自動車道通過北部的香芝旭丘新市鎮。

### 鐵路
- 西日本旅客鐵道
  - 和歌山線：（王寺町） - 志都美車站 - 香芝車站 - JR五位堂車站 - （大和高田市→）
- 近畿日本鐵道
  - 大阪線：（←柏原市） - 關屋車站 - 二上車站 - 近鐵下田車站 - 五位堂車站 - （大和高田市→）
  - 南大阪線：（←羽曳野市） - 二上山車站 - （葛城市→）

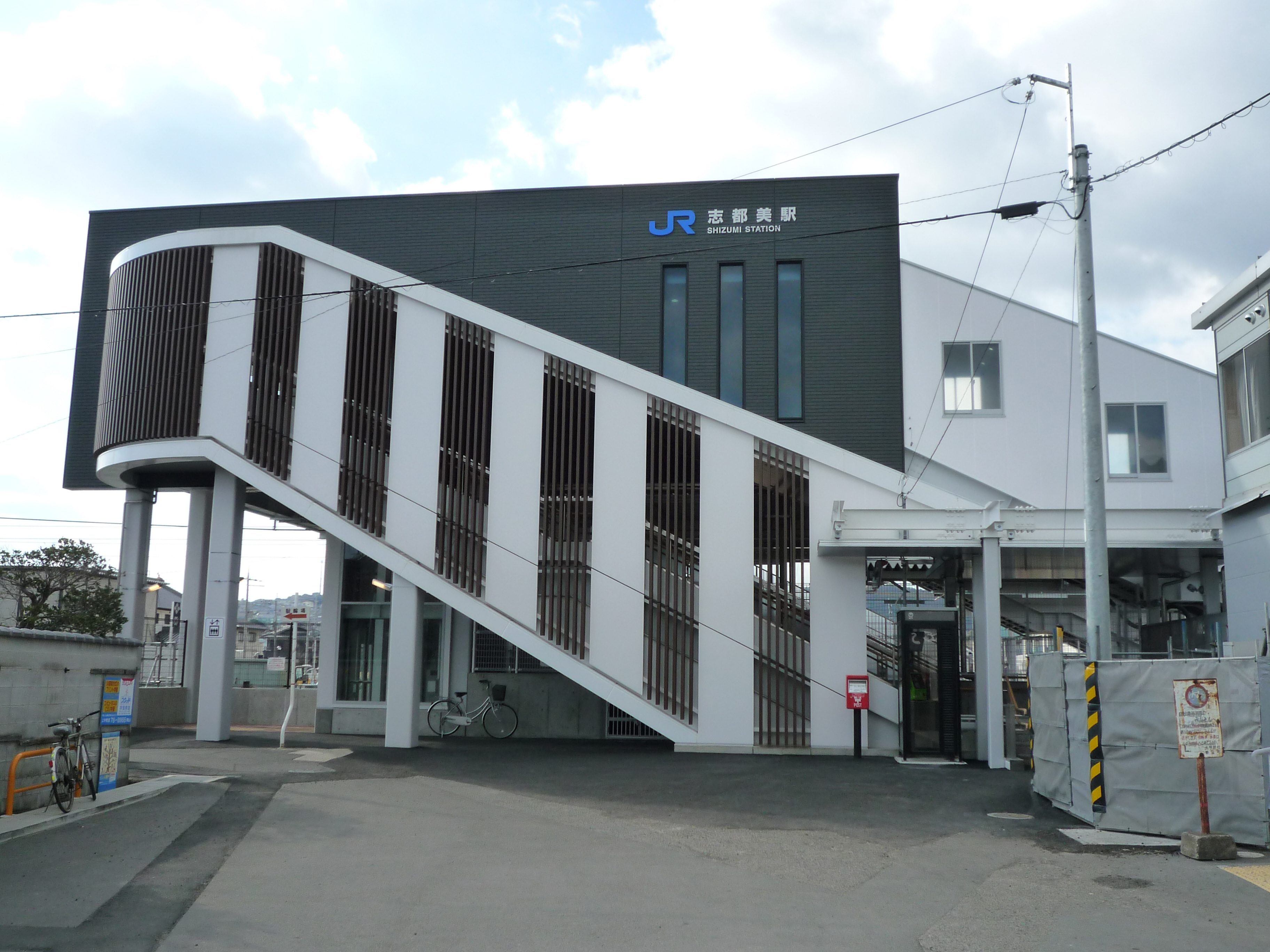
志都美車站
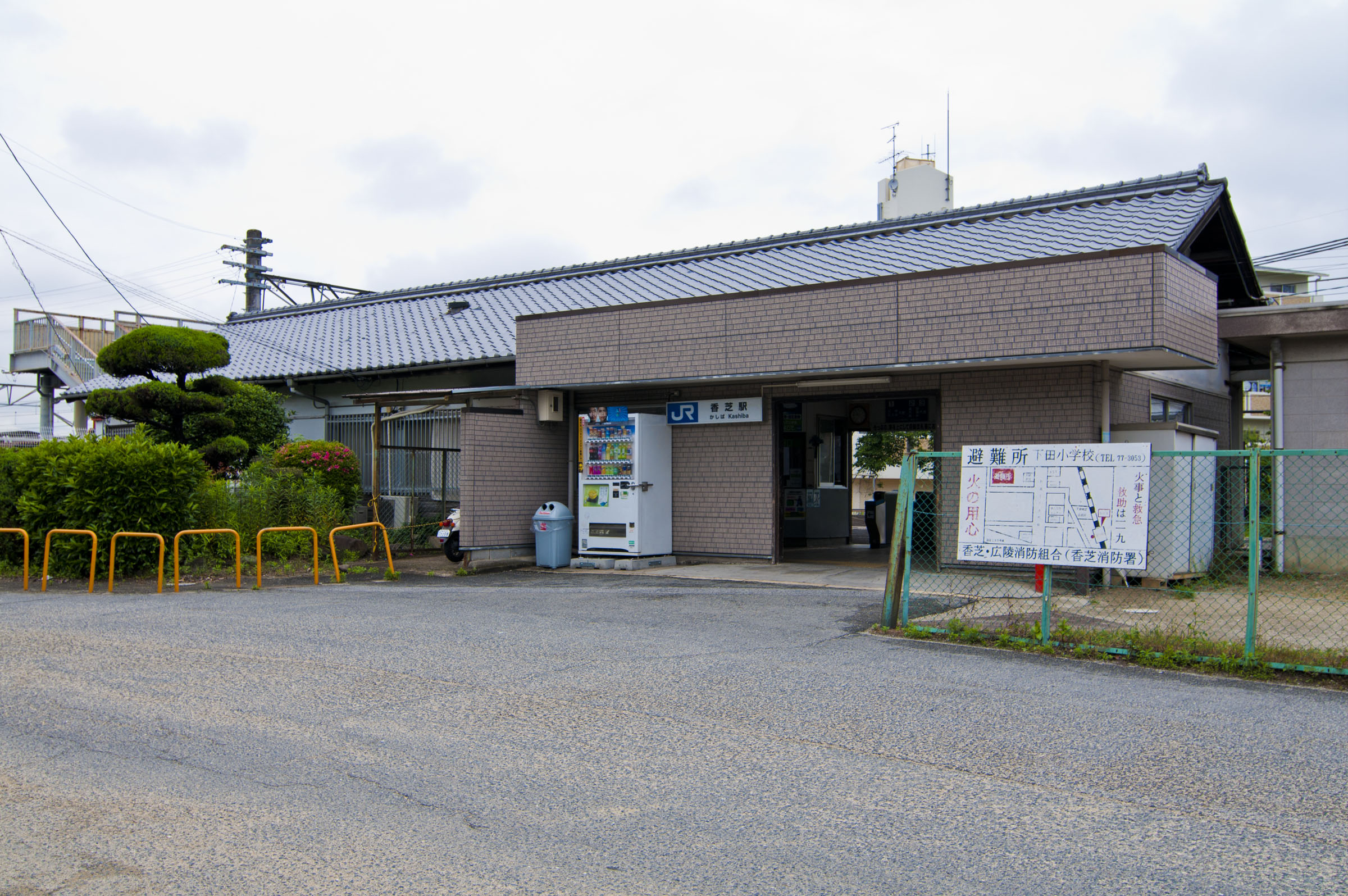
香芝車站
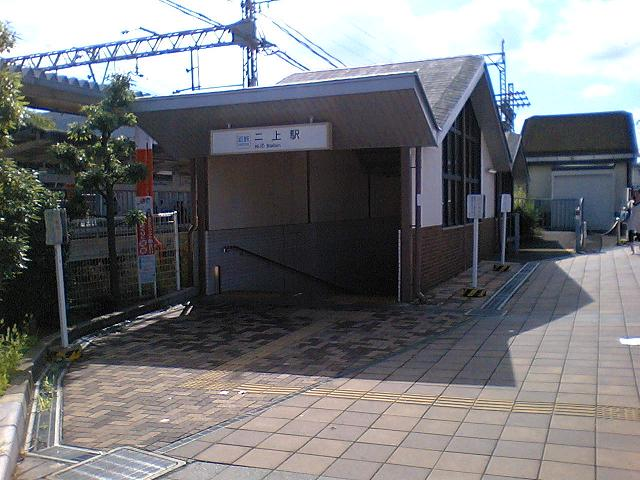
二上車站
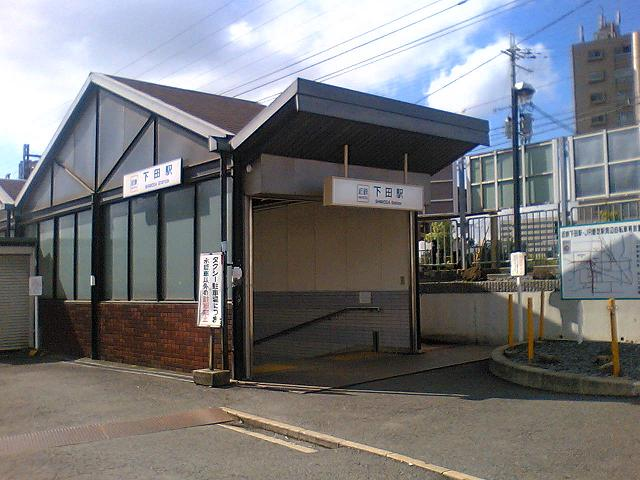
近鐵下田車站
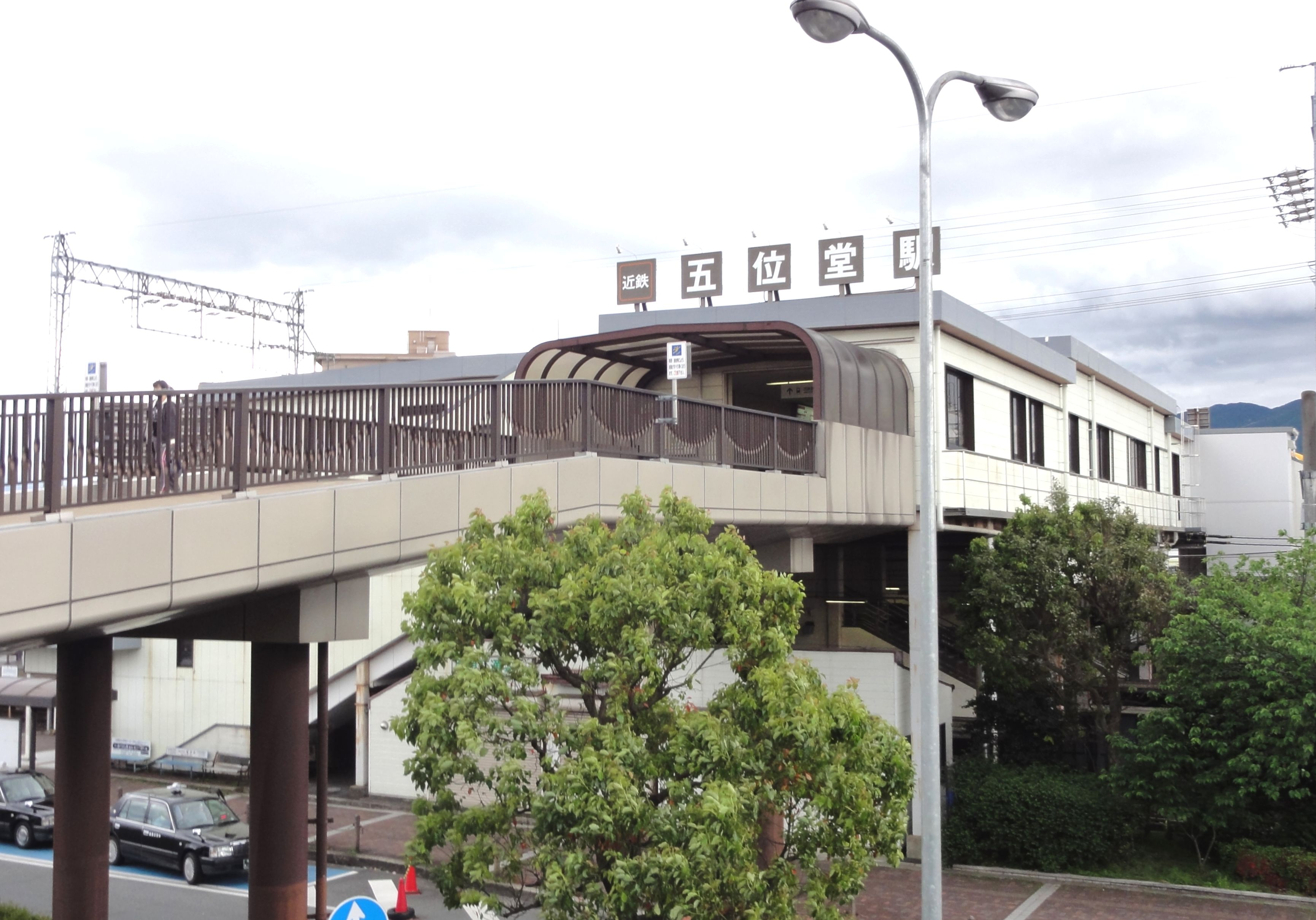
五位堂車站
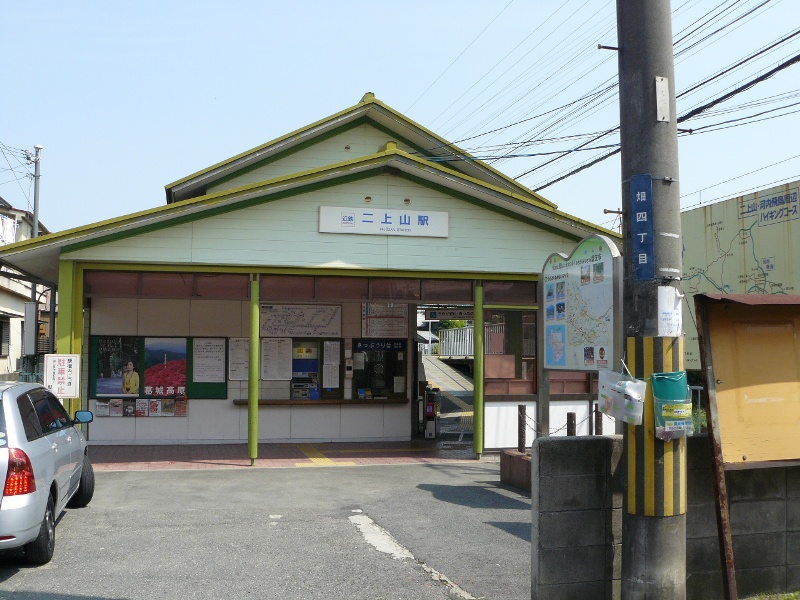
二上山車站

### 公路
快速道路
- 西名阪自動車道：（柏原市） - 香芝服務區 - 香芝交流道 - （上牧町）

## 觀光資源

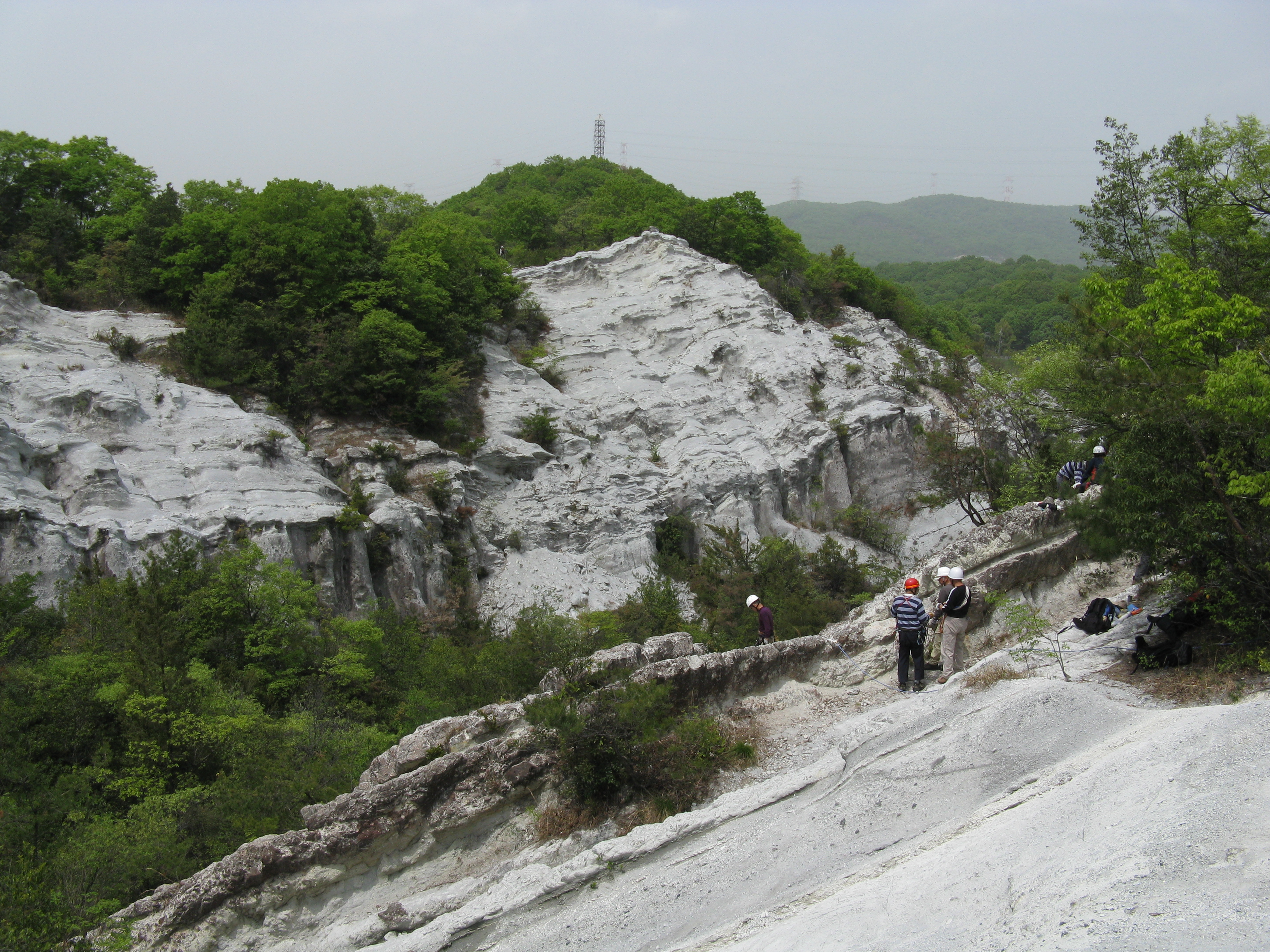
屯鶴峯

位於轄區西部的二上山的奇岩群被稱為屯鶴峯，為經過風化、侵蝕形成的岩山景觀，現被劃為金剛生駒紀泉國定公園，同時也被奈良縣列為天然紀念物。

## 教育
目前轄內無高等教育學校，但過去大阪樟蔭女子大學曾在此設有關屋校區，但大阪樟蔭女子大學在2015年關閉關屋校區。

## 外部連結
- （日語） 香芝市政府的Facebook專頁